# Alboglossiphonia tasmaniensis
Alboglossiphonia tasmaniensis  (лат.) — вид плоских пиявок (Glossiphoniidae).

## Название
Видовой эпитет tasmaniensis получила по типовому местообитанию — острову Тасмании.

## Описание

### Внешний вид
Общая длина тела исследованных экземпляров Alboglossiphonia tasmaniensis составляет 7—10 мм, ширина 3—4 мм. Тело листообразное, уплощённое в спинно-брюшном направлении, ланцетовидное, спереди слегка заострённое, сзади округлое. Брюшная сторона плоская или вогнутая, спинная слегка выпуклая. Ротовая присоска не обособлена от тела, образована слегка вогнутой областью вокруг ротового отверстия. Задняя присоска располагается на брюшной стороне тела, отчётливо заметная, дисковидная, чуть меньше половины максимальной ширины тела в диаметре. Ширина задней присоски немного превышает длину. Сосочки отсутствуют, поверхность тела мелкогранулярная.
Пигментация тела практически отсутствует, пиявки имеют однотонный почти прозрачный или слегка серовато-белый окрас. Сквозь покровы тела просвечивают карманы желудка, имеющие цвет поглощённой пищи. При фиксации в растворе Буэна теряют прозрачность.
На переднем конце тела имеется три пары глаз (расположены на кольцах 6, 7 и 8 соответственно). Глаза передней пары более светлые, сильно сближены. Между глазами как второй, так и третьей пары расстояние больше, однако с каждой стороны глаз второй пары сближается или вовсе сливается с глазом третьей пары.

### Сегментация
Тело сегментированное, сегменты вторично подразделяются на кольца. Тело состоит из 70 колец, причём первые 5 колец неполные, так как на брюшной стороне тела входят в область передней присоски. 
Сегменты I—II и XXVI—XXVII состоят из 1 кольца, сегменты III—IV и XXV — из 2 колец. Остальные сегменты (V—XXIV) полные, состоят из 3 колец.

### Покровы и мускулатура
Тело покрыто эпидермисом, выделяющим наружу тонкую кутикулу. В совокупности тощина эпидермиса и кутикулы составляет 7—8 мкм. Эпидермальные клетки очень маленькие, стобчатой формы, их ядра расположены ближе к базальному домену клетки. В эпидермисе , особенно на спинной стороне тела, присутствуют многочисленные железистые клетки бокаловидной формы, частично погружённые в субэпидермальную область. Эти клетки содержат гранулярный секрет, окрашивающийся гематоксилином (но не эозином). Средний размер железистой клетки составляет 30×10 мкм.
Подстилающий слой соединительной ткани тонкий.
Имеется 2 слоя мышц, продольные и кольцевые. Оба слоя хорошо развиты, особенно большого развития достигает кольцевая мускулатура. В совокупности они формируют слой шириной порядка 80 мкм. Помимо этого, присутствуют отдельные дорзовентральные (спинно-брюшные) мышцы, преимущественно расположенные в задней части тела, в промежутках между карманами желудка и кишечника. Мускулатура задней присоски состоит преимущественно из косых мышц, входящих в заднюю присоску из туловища.

### Полость тела
Подобно другим пиявкам, имеет редуцированный целом, состоящий из 4 отдельных лакун — спинной, брюшной и двух боковых. Спинная лакуна на протяжении большей части тела представлена спинным сосудом, однако в области кишечника он значительно расширяется, формируя кишечный синус, охватывающий весь кишечник и прямую кишку. Брюшная лакуна существенно объёмнее спинной и содержит брюшную нервную цепочку, брюшной сосуд, семенные и яйцевые мешки. В передней части брюшная лакуна расширяется, охватывая хоботок и связанные с ним структуры нервной системы. Два основных продольных синуса брюшной лакуны соединены сегментарными комиссурами. В области семенных мешков эти синусы расширяются, образуя семенные лакуны. Боковые лакуны с помощью коротких ответвлений соединяются с сегментарными.

### Выделительная система
Выделительная система представлена нефридиями, в типе открывающимися ресничными воронками (диаметром около 39 мкм) в брюшной целомической лакуне. Каждая воронка ведёт в крупный (до 90 мкм) пузырь, часто заполненный лейкоцитами. Нефридиев 15 пар, ониприсутствуют в сегментах VIII—X и XIII—XXIV, однако в сегментах VIII, XXIII и XXIV лишены воронок и связи с брюшной лакуной. Наружу нефридии открываются на 2 кольце каждого сегмента нефридиопорами, располагающимися на брюшной стороне ближе к бокам тела, диаметр отверстия 31 мкм. Нефридиопоры отсутствуют на сегментах, связанных с пояском.

### Пищеварительная система
Ротовое отверстие открывается приблизительно посередине передней присоски и ведёт к оболочке хобота. Хобот мускулистый, полый внутри (полость в сечении имеет треугольные очертания), длинный, простирающийся назад вплоть до XII сегмента. При выпускании может вытягиваться на длину, равную половине длины тела. За хоботком следует короткий пищевод, выстланный толстым столбчатым эпителием. С пищеводом ассоциировано парные слюнные железы (размером около 80 мкм), являющиеся диффузными — то есть представляющими собой сгущение отдельных одноклеточных желёз. Протоки слюнных желёз открываются в основании хобота.
В области XIII сегмента пищевод расширяется в желудок, отделённый от него сужением. Желудок имеет 6 пар слепозамкнутых отростков (карманов), лежащих в сегментах XIV, XIV/XV, XV/XVI, XVI/XVII, XVII/XVIII и XIX—XXVI. Первая пара карманов имеет наименьший объём, каждая следующая большего размера. Шестая пара карманов крупная, направлена кзади, простираясь вплоть до XXVI сегмента, подразделяется на 4—5 боковых отростков.
Желудок заканчивается в области XIX сегмента, переходя в кишечник, также отделённый от него сужением. Передний отдел кишечника также несёт 4 пары небольших карманов, имеющих уховидную форму (располагаются в сегментах XX, XXI, XXII и XXIII). Эти карманы направлены кпереди; передняя пара кишечных карманов имеет наибольший объём, каждая следующая меньшего размера. Задний отдел кишечника образован двумя отдельными камерами (расширениями). Передняя из камер располагается в области сегментов XXIII/XXIV, отделена от задней существенно более узкой перетяжкой. Задняя камера  продолжается короткой прямой кишкой, открывающейся анальным отверстием в бороздке между 69 и 70 кольцами (таким образом, за анальным отверстием расположено 1 кольцо).

### Половая система
Гермафродиты. Мужские и женские половые пути открываются общей гонопорой в бороздке между 28 и 29 кольцами (сегмент XII).
Семенных мешков всего 4 или 5 пар, что несвойственно другим видам рода Alboglossiphonia, в типе имеющим 6 пар (другим исключением является Alboglossiphonia novaecaledoniae). Четыре задние пары семенных мешков располагаются в сегментах XV, XVI, XVII и XVIII, т. е. между карманами желудка 2/3, 3/4, 4/5 и 5/6. Передняя пара (сегмент XIV, между карманами 1/2) может отсутствовать или быть представлена только одним непарным семенным мешком с одной из сторон.  Семявыносящие протоки кпереди расширяются и становятся мускульными, формируя семяизвергательные каналы, имеющие несколько извитую форму и простирающиеся вперёд вплоть до X сегмента, где поворачивают назад. В области сегмента XI эти каналы соединяются и образуют атриум — расширение, открывающееся общей гонопорой.
Женские половые органы представлены парой извитых яйцевых мешков, простирающихся назад вплоть до границы XVII и XVIII сегментов. Спереди, в области сегмента XIII, они переходят в парные яйцеводы, соединяющиеся вблизи брюшной нервной цепочки и обращующие короткое мускульное влагалище в форме воротничка, окружающего брюшную нервную цепочку и открывающегося общей гонопорой.

### Нервная система
Центральная нервная система образована двойной брюшной нервной цепочкой, занимающей медиальное положение.  Цепочка состоит из передней группы ганглиев (6 штук), 21 свободного сегментарного ганглия и задней группы ганглиев (7 штук). Единственными макроскопически различимыми органами чувств являются глаза.

## Образ жизни
Пресноводный вид, обитающий в небольших ручьях. Обнаружена на нижней поверхности камней, используемых в качестве субстрата для прикрепления. Питается брюхоногими моллюсками. Характерна типичная для плоских пиявок забота о потомстве, выраженная в вынашивании молоди на брюшке родительской особи, что наблюдалось в марте.

## Распространение
Впервые обнаружена на острове Тасмания (Австралия) в притоке ручья Карриджонг (местность Антилл-Пондс).  В дальнейшем указывается также для фауны Новой Зеландии в реке Паринга, хотя существуют сомнения в конспецифичности (принадлежности к одному виду) этих экземляров и особей из Тасмании в силу небольших различий в указанных строениях половой системы.

## Таксономия
Изначально была описана Инграмом (1957) в составе рода Glossiphonia (на тот момент род Alboglossiphonia не выделялся в качестве отдельного). Впервые указана в составе рода Alboglossiphonia Роем Сойером (1986).
На основании морфологических и зоогеографических соображений, сближается с такими видами, как Alboglossiphonia disuqi, Alboglossiphonia heteroclita, Alboglossiphonia hyalina, Alboglossiphonia kashiensis, Alboglossiphonia lata, Alboglossiphonia masoni, Alboglossiphonia pahariensis, Alboglossiphonia striata и Alboglossiphonia weberi. В частности, для них характерна общая гонопора и голарктическое распространение.